# Schizidium rausi
Schizidium rausi är en kräftdjursart som beskrevs av Helmut Schmalfuss 1988. Schizidium rausi ingår i släktet Schizidium och familjen klotgråsuggor. Inga underarter finns listade i Catalogue of Life.